# 安吉麗娜·安加尼·菲洛彭
安吉麗娜·安加尼·菲洛彭（法語：Angélique Angarni-Filopon，1990年10月9日—）出生於法國海外省馬丁尼克的法蘭西堡，是一位空勤員暨2025年的法國小姐，是法國小姐選美活動，有史以來第一位年過30歲的選美皇后。

## 生平
她出生於中美洲加勒比海馬丁尼克島的法蘭西堡，成年之後先在法國航空擔任銷售顧問，2017年在法國的 AeroSchool 受訓後成為空勤人員，首先在加勒比海航空任職，目前是科西嘉國際航空的空勤人員。
早在2011年他就參加過法國小姐轄下地方的選美活動馬丁尼克小姐，當時年僅21歲的他，當年比賽成績是贏得亞軍，13年後因為法國小姐賽制鬆綁年齡限制，因此他再度參賽馬丁尼克小姐，於2024年9月24日贏得冠軍代表地方出賽，2024年12月14日參與2025年法國小姐的競賽，最終脫穎而出成為2025年法國小姐，時年34歲的年齡也改寫紀錄，成為法國選美史上年齡最大的法國小姐。

## 相關連結
- 安吉麗娜·安加尼·菲洛彭的Instagram帳戶
- ANGARNI-FILOPON 安吉麗娜·安加尼·菲洛彭在LinkedIn